# Гуанамбі (мікрорегіон)
Гуанамбі (порт. Microrregião de Guanambi) — мікрорегіон в Бразилії, входить в штат Баїя. Складова частина мезорегіону Південно-центральна частина штату Баїя. Населення становить 363 396 чоловік на 2005 рік. Займає площу 22 668,688 км². Густота населення — 16,0 чол./км².

## Склад мікрорегіону
До складу мікрорегіону включені наступні муніципалітети:
1. Какуле
2. Каетіте
3. Кандіба
4. Гуанамбі
5. Ібіасусе
6. Ігапоран
7. Іуіу
8. Жакарасі
9. Лагоа-Реал
10. Лісініу-ді-Алмейда
11. Мальяда
12. Матіна
13. Мортугаба
14. Палмас-ді-Монті-Алту
15. Піндаі
16. Ріашу-ді-Сантана
17. Себастьян-Ларанжейрас
18. Уранді

| Бразилія | Це незавершена стаття з географії Бразилії. Ви можете допомогти проєкту, виправивши або дописавши її. |